# As-Sulajmanijja
As-Sulajmanijja (kurd. سلێمانی, Silêmanî; arab. السليمانية) – miasto w północno-wschodnim Iraku, w Kurdyjskim Okręgu Autonomicznym. Ośrodek muhafazy As-Sulajmanijja.

## Historia
Historia miasta zaczyna się od ustanowienia 14 listopada 1784 roku w ówczesnym regionie, nazywanym wtedy Zamwa, stolicy księstwa Baban. Dokonał tego pasza Ibrahim Baban, który przeniósł z terytorium nazywanego Qelaçiwalan do Zamwy (konkretnie do wsi Melkendî) centralny ośrodek księstwa. Nazwa miasta została nadana na cześć ojca Ibrahima, czyli Sulajmana Paszy.
Decyzja o założeniu nowej stolicy była powodowana względami strategicznymi. Poprzednia metropolia leżała na terenie stanowiącym pole walki Imperium Osmańskiego oraz rodu Safawidów. As-Sulajmanijja jako stolica księstwa Baban przetrwało do 1850 roku, kiedy to księstwo zostało podbite i włączone do Imperium Osmańskiego.
W latach 1921–1924 As-Sulajmanijja było stolicą Królestwa Kurdystanu.

## Demografia
W 2014 roku miasto liczyło 1 607 000 mieszkańców.

## Edukacja
W mieście działają cztery uczelnie wyższe, przy czym najstarszą z nich jest publiczny Uniwersytet As-Sulajmanijja (UoS) założony w 1968 roku. Na skutek działań władz irackich w 1981 roku uczelnię przeniesiono do Irbilu i zmieniono jej nazwę na Uniwersytet Saladyna. Ponowne otwarcie Uniwersytetu As-Sulajmanijja odbyło się oficjalnie w 1992 roku. W roku akademickim 2013–2014 na zajęcia uczęszczało 10 925 studentów. W skład uczelni wchodzą takie wydziały jak: wydział medycyny, inżynierii, nauk ścisłych, rolnictwa, prawa i politologii, psychologii i nauczania podstawowego, administracji oraz języków i nauk humanistycznych.
Drugą publiczną uczelnią jest Politechnika As-Sulajmanijja (SPU) działająca pod aktualną nazwą od 2012, natomiast w latach 1996–2003 pod nazwą Fundacji Politechnicznych Organizacji oraz w latach 2003–2011 pod nazwą Fundacji Politechnicznej Edukacji w As-Sulajmanijja. Uczelnia zajmuje się naukami związanymi z inżynierią, medycyną, rolnictwem, zarządzaniem czy informatyką.
Miasto posiada jeszcze dwie prywatne uczelnie, którymi są założony w 2007 roku Amerykański Uniwersytet As-Sulajmanijja w Iraku (AUI-S) oraz założony w 2009 roku Republikański Uniwersytet Nauki i Techniki (KUST).

## Kultura
Od momentu założenia miasto uchodzi za centrum kultury Południowego Kurdystanu, w którym mieszkało wielu poetów, pisarzy, historyków, muzyków, polityków oraz uczonych. To właśnie tutaj kształtował się w XIX w. literacki język kurdyjski w dialekcie Sorani, który jest aktualnie – obok arabskiego – oficjalnym językiem Kurdyjskiego Okręgu Autonomicznego.
W mieście działają dwa muzea:
- Amna Suraka Museum – założone w 2000 roku w budynkach wykorzystywanych we wcześniejszych latach przez służby wywiadowcze Saddama Husajna jako więzienie. Wystawy w muzeum dotykają tematyki zbrodni popełnionych przez reżim irackiej Partii Baas wobec ludności kurdyjskiej[12].
- Muzeum As-Sulajmanijja – drugie pod względem wielkości muzeum w Iraku, zaraz po Narodowym Muzeum w Bagdadzie. Znajdują się w nim wystawy starożytnych artefaktów kultury perskiej oraz kurdyjskiej[9][13].

Swoją siedzibę w As-Sulajmanijja mają również dwie niezależne gazety, są to Hawlati oraz Awena.
W mieście organizowane są regularnie wydarzenia związane ze Świętem Muzyki.

## Miasta partnerskie
- Tucson
- Neapol

## Galeria zdjęć

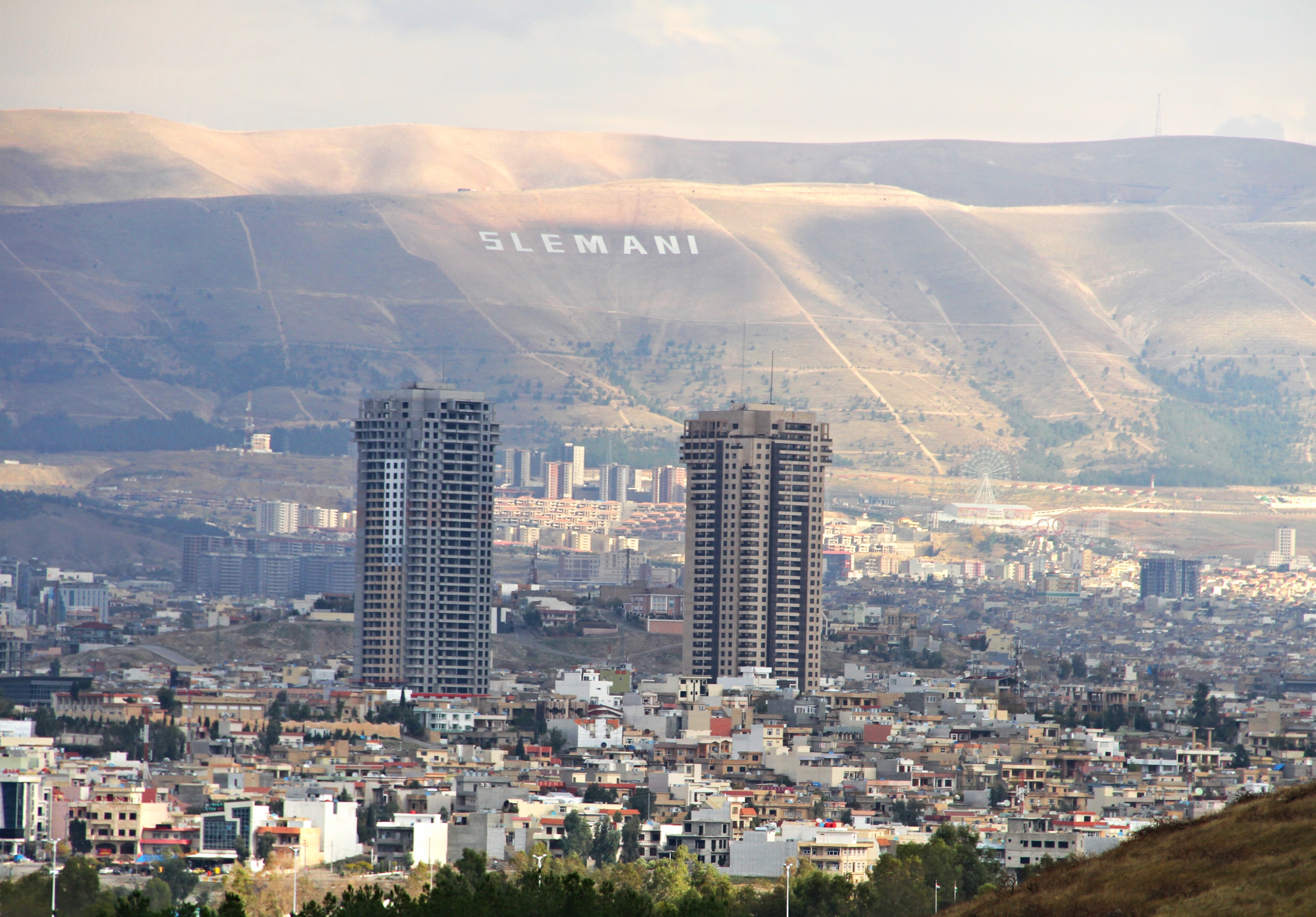
Miasto w 2015 roku
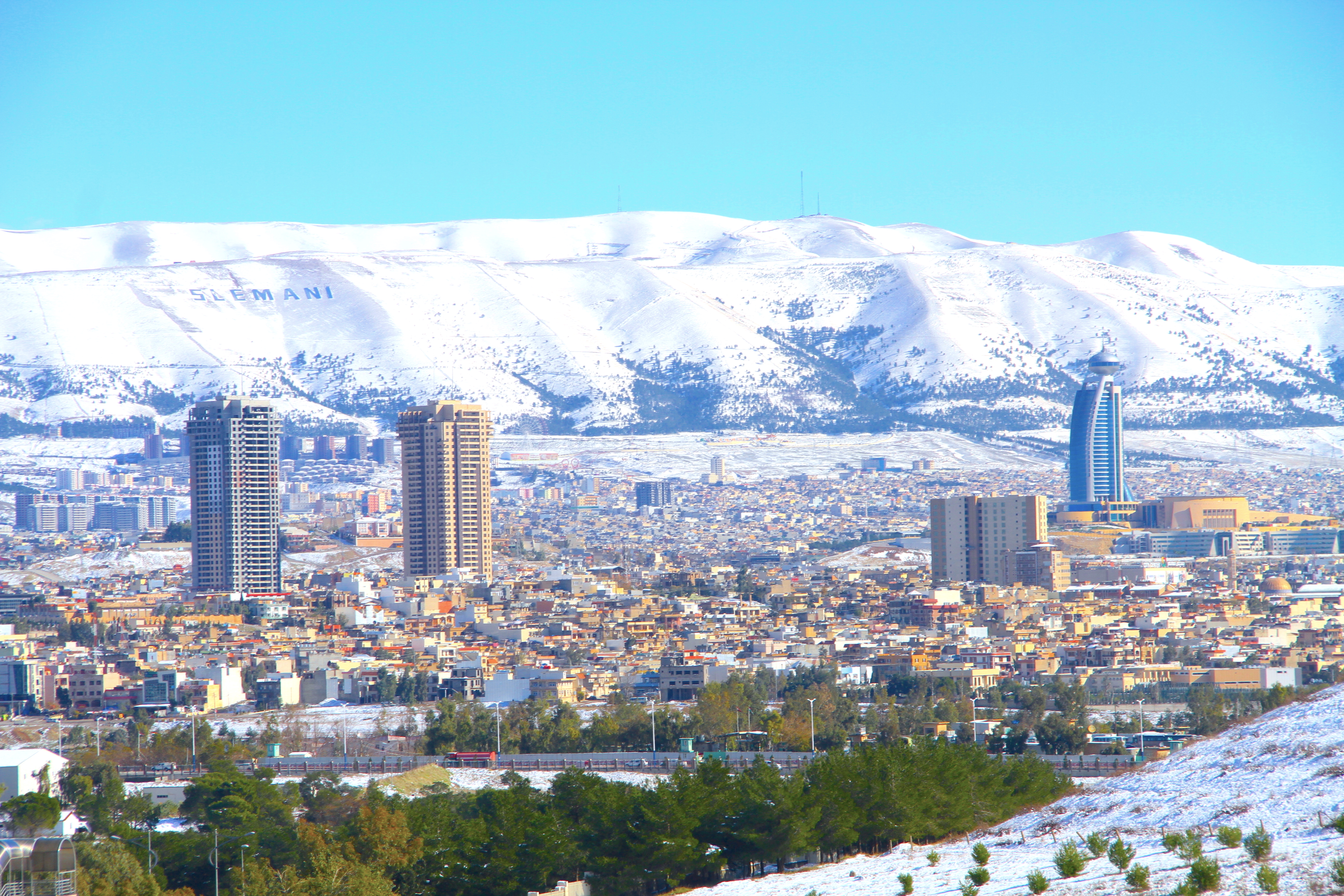
Miasto w czasie zimy
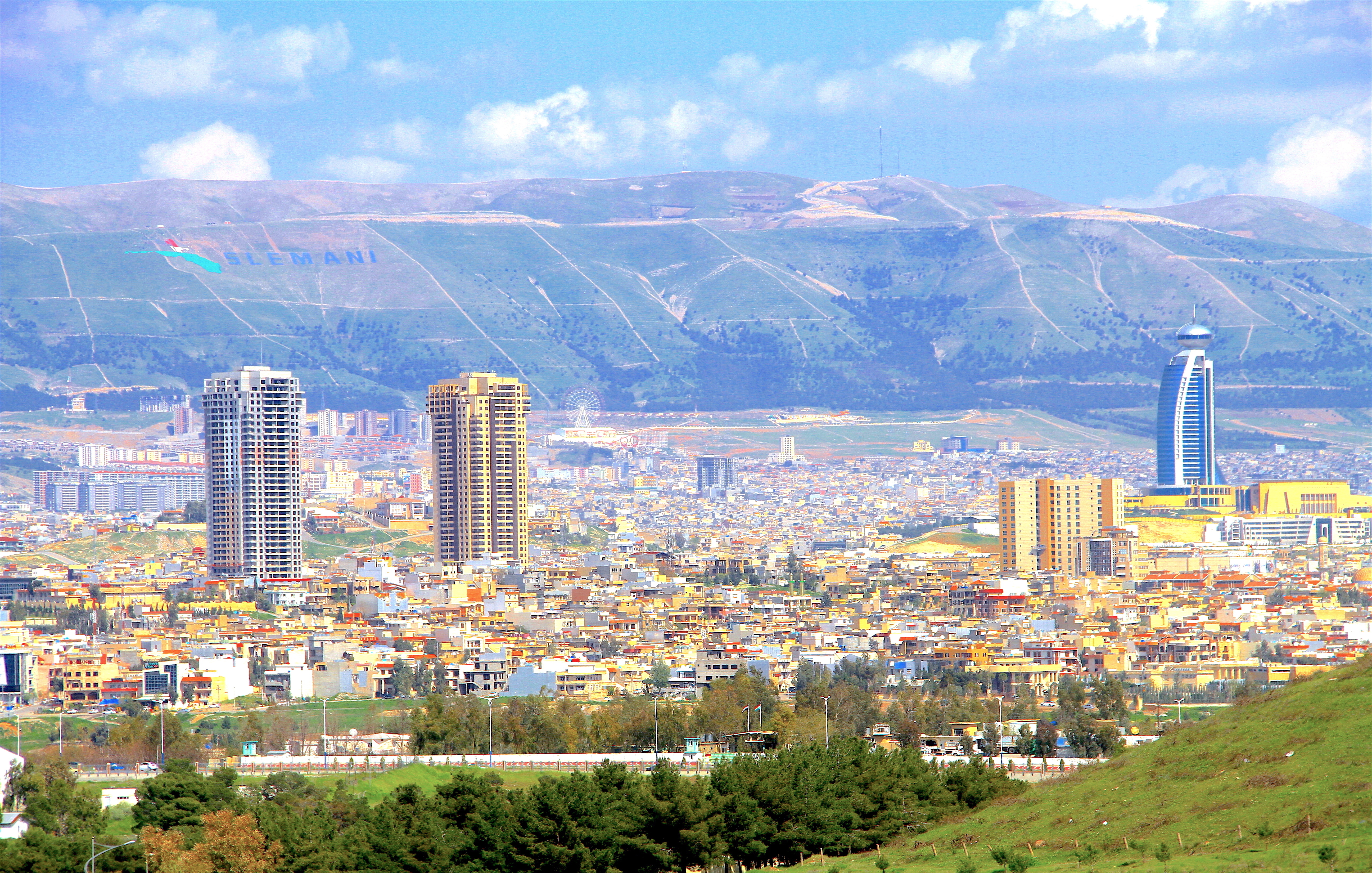
Miasto w czasie wiosny
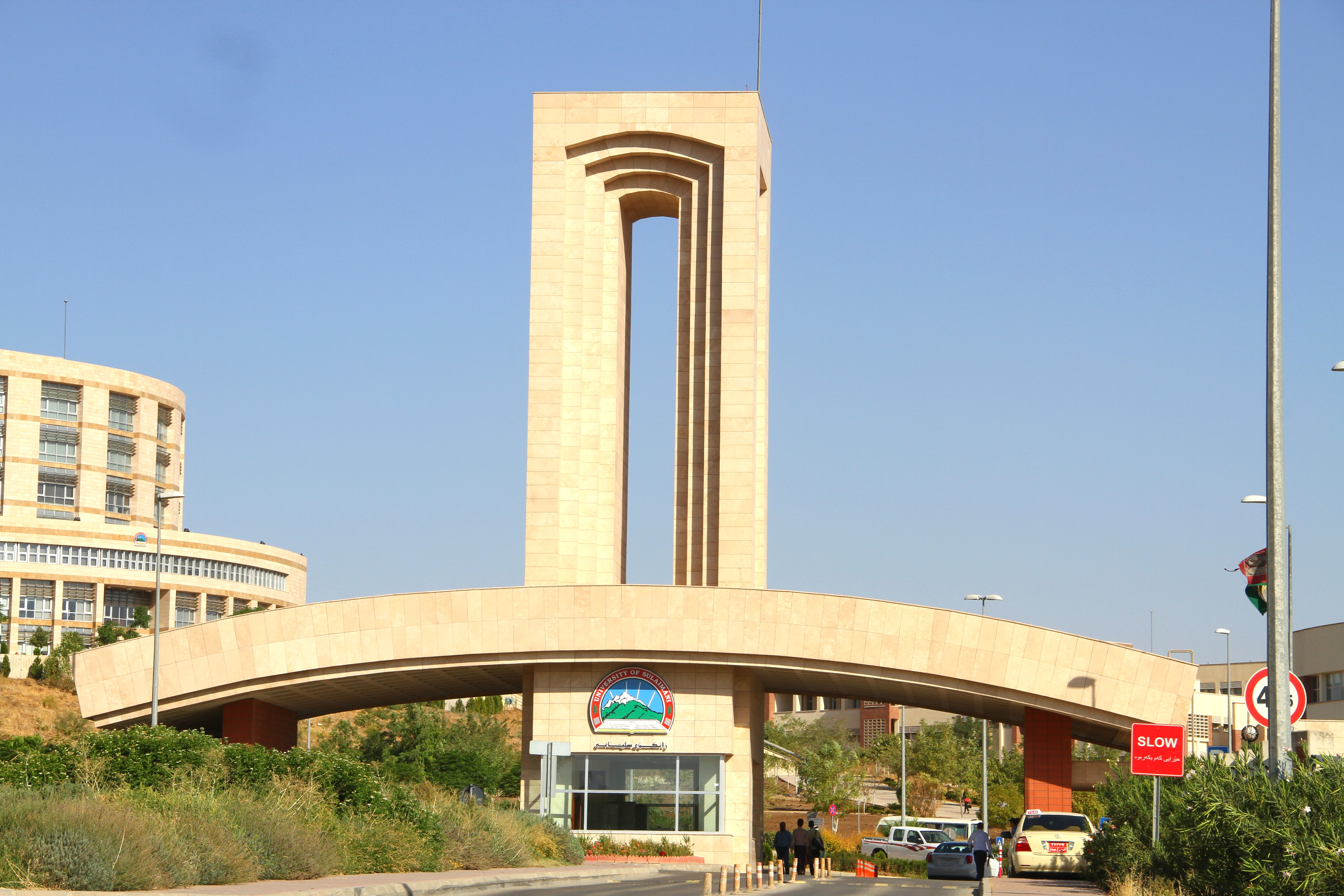
Główne wejście na teren UoS
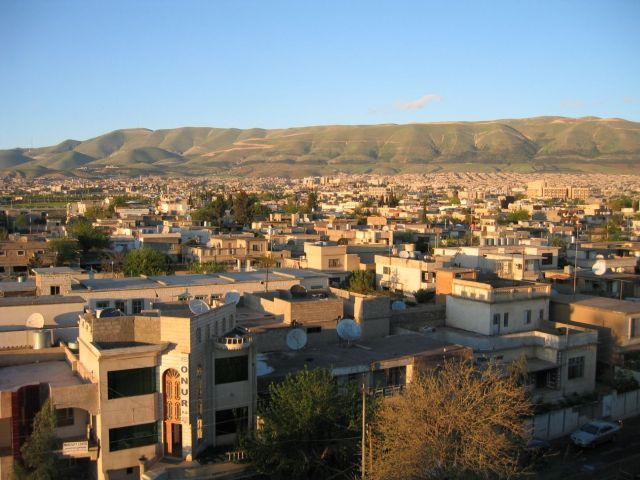
Zabudowa mieszkalna
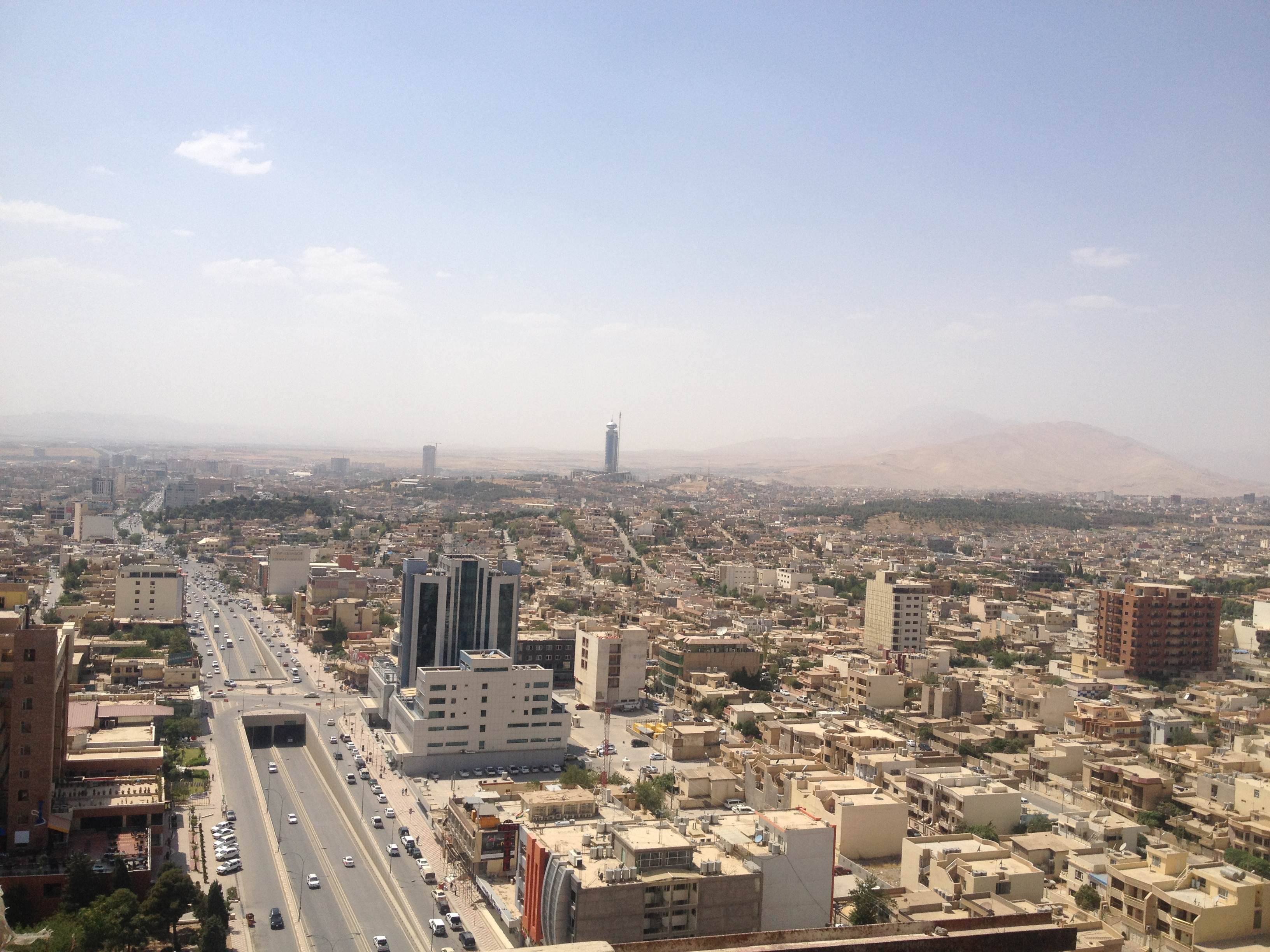
Miasto w 2012 roku
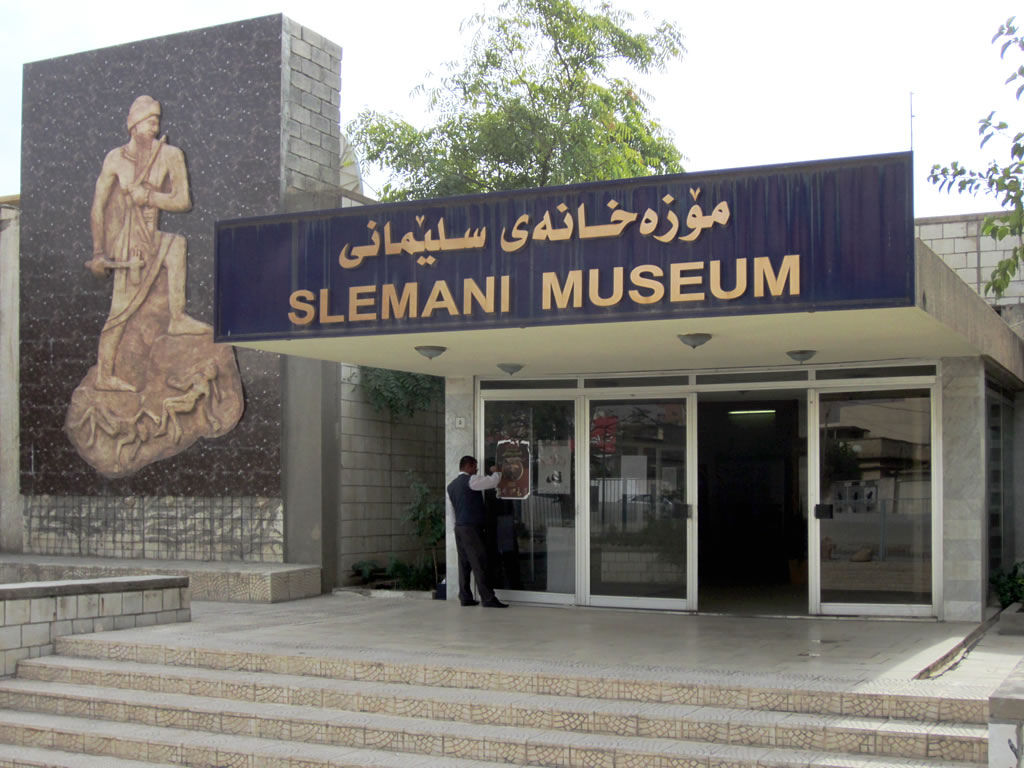
Muzeum As-Sulajmanijja
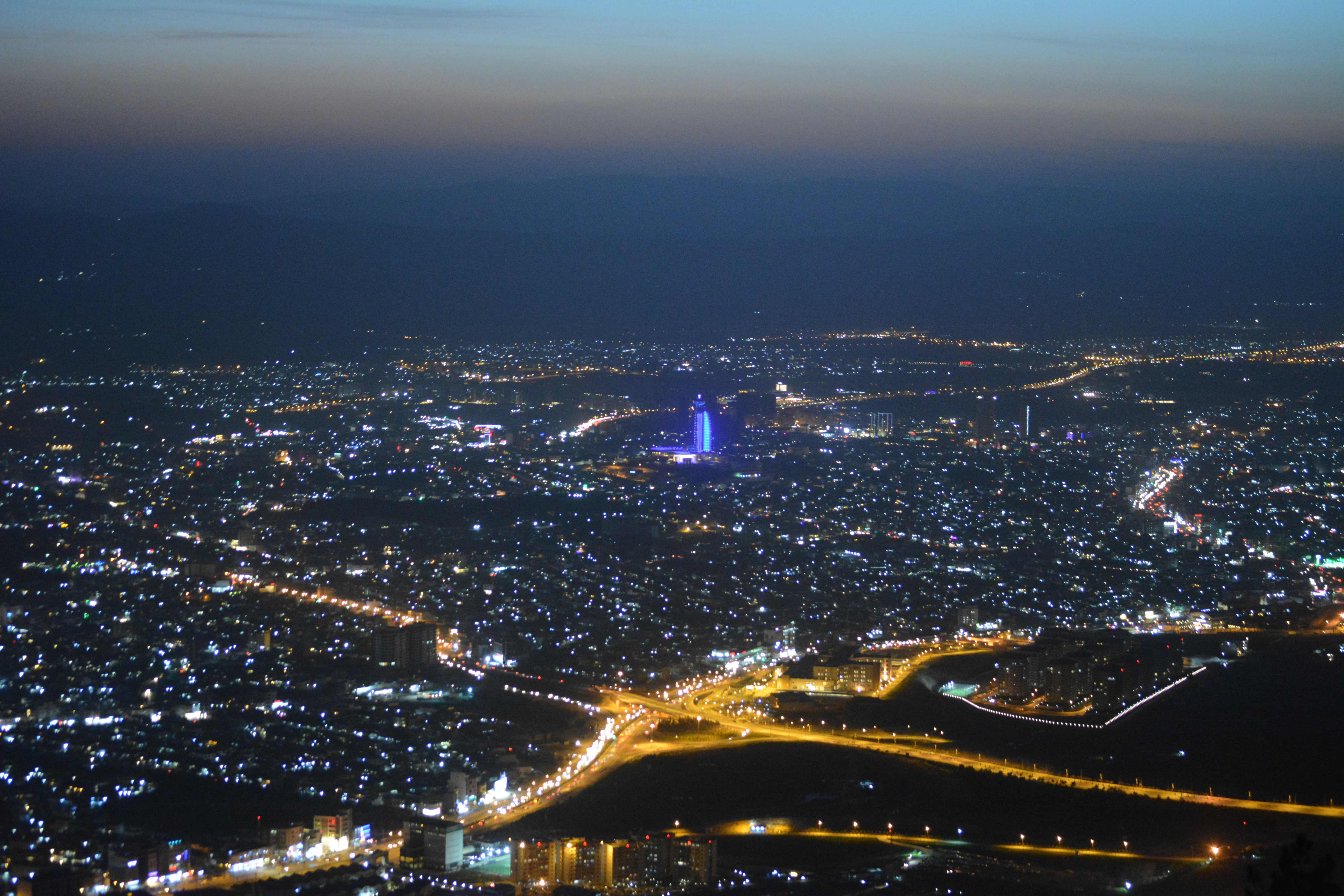
Miasto nocą